# Bell 429
Die Bell 429 ist ein achtsitziger zweimotoriger Hubschrauber des US-amerikanischen Herstellers Bell Helicopter mit Turbinenantrieb.

## Entwicklung
Der Erstflug fand am 27. Februar 2007 statt, die kanadische Luftfahrtbehörde TCCA ließ den Hubschrauber am 1. Juli 2009 zu, die EASA nach CS-27 am 23. September 2009. Gefertigt wird die Bell 429 in Mirabel in Kanada. Dieser Typ weist ein traditionelles Kufenfahrwerk auf.
Schon im November 2005 hatten bereits 136 Bestellungen vorgelegen und im Februar 2008 über 260. Der Stückpreis lag bei etwa fünf bis sechs Millionen US-Dollar. Anfang 2013 wurde die Bell 429WLG (WLG: wheeled landing gear) vorgestellt, eine Weiterentwicklung mit einziehbarem, dreirädrigem Bugrad-Fahrwerk und besseren Flugleistungen.

## Technik

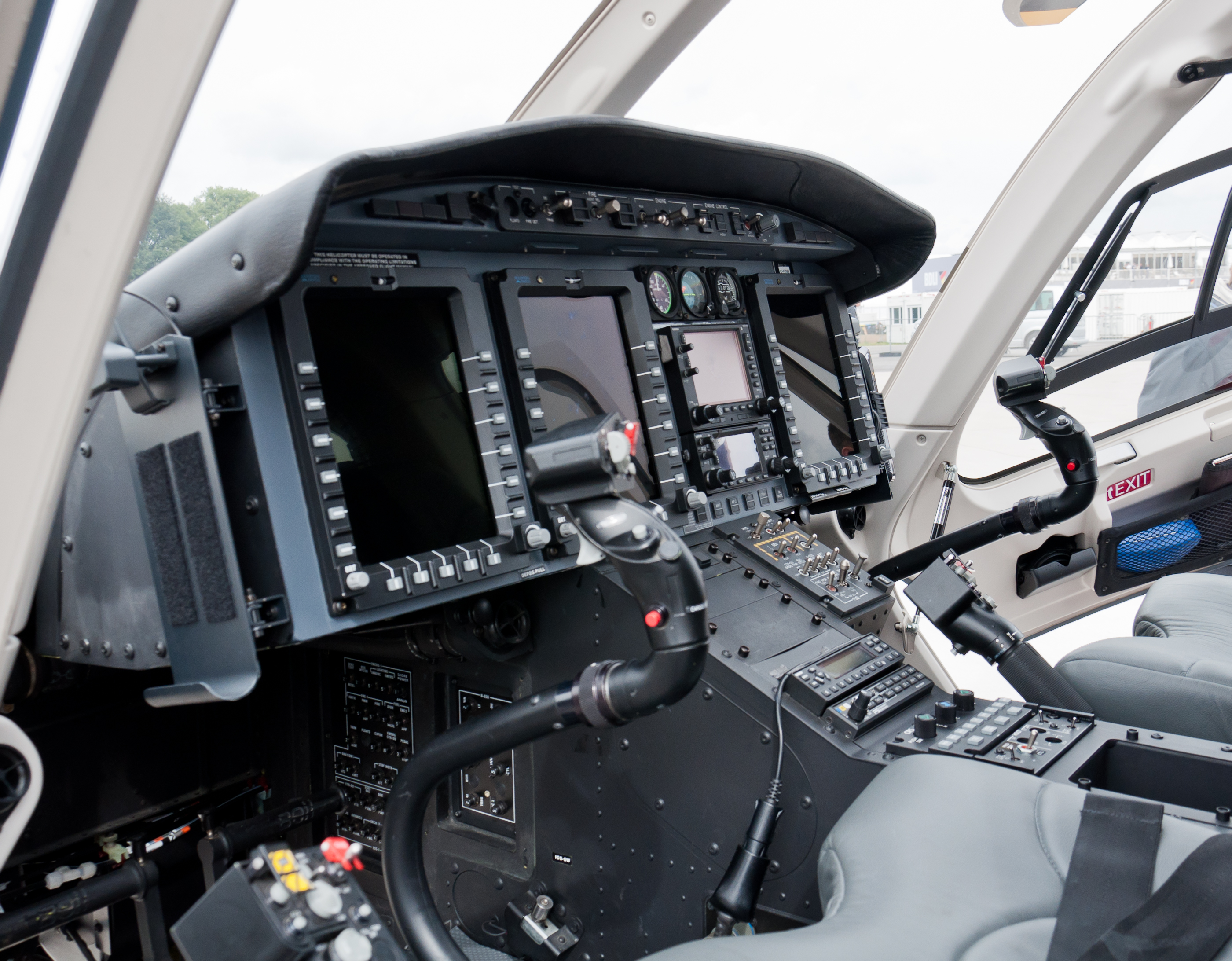
Cockpit einer Bell 429 auf der ILA 2012

Das Modell beruht auf der Bell 427, verfügt jedoch über eine größere Kabine mit flachem Boden, eine Avionik, die auch mit einem Piloten den Instrumentenflug zulässt sowie einen Vierblatt-Hauptrotor mit variabler Drehzahl. Die Bell 429 kann sowohl mit einem einziehbaren Radfahrwerk (dann als Bell 429WLG bezeichnet) als auch mit Kufen geliefert werden. Optional ist eine Heckklappe für Patiententransport erhältlich. Als Antrieb dienen zwei Pratt & Whitney Canada PW207D1-Wellenturbinen mit FADEC.

## Technische Daten
| Kenngröße                        | Modell 429                                           | Modell 429 WLG                                       |
| -------------------------------- | ---------------------------------------------------- | ---------------------------------------------------- |
| Besatzung/Passagiere             | 1 + 7                                                | 1 + 7                                                |
| Rumpflänge                       | 12,17 m                                              | 12,17 m                                              |
| Rumpfbreite                      | 2,36 m                                               | 2,36 m                                               |
| Höhe                             | 4,04 m                                               | 4,04 m                                               |
| Hauptrotordurchmesser            | 10,98 m                                              | 10,98 m                                              |
| Heckrotordurchmesser             | 1,65 m                                               | 1,65 m                                               |
| Leermasse                        | 2025 kg                                              | 2150 kg                                              |
| Zuladung                         | 1150 kg                                              | 1247 kg                                              |
| Außenlast                        | 1361 kg                                              | 1361 kg                                              |
| max. Startmasse                  | 3175 kg                                              | 3402 kg (mit IGW-Kit)                                |
| Triebwerk                        | 2 × Pratt & Whitney Canada PW207D1/D2-Wellenturbinen | 2 × Pratt & Whitney Canada PW207D1/D2-Wellenturbinen |
| Startleistung                    | 2 × 536 kW für 5 min                                 | 2 × 536 kW für 5 min                                 |
| Dauerleistung                    | 2 × 474 kW                                           | 2 × 474 kW                                           |
| max. Reisegeschwindigkeit        | 278 km/h                                             | 281 km/h                                             |
| Schwebeflughöhe ohne Bodeneffekt | 2835 m                                               | 2835 m                                               |
| Schwebeflughöhe mit Bodeneffekt  | 3658 m                                               | 3658 m                                               |
| Reichweite                       | 761 km                                               | 763 km                                               |

## Vergleichbare Hubschraubertypen
- Eurocopter EC 135
- MD Helicopters Explorer
- Agusta A109

## Vorfall
- Am 21. November 2021 verunfallte der Hubschrauber des österreichischen Unternehmers Hans Peter Haselsteiner beim Landeversuch bei Dunkelheit und Nebel am Flugplatz Wiener Neustadt/Ost. Der einzige Insasse, der 50-jährige Pilot kam in der Kabine ums Leben.[6]